# The Gardens Between
The Gardens Between est un jeu vidéo de puzzle développé par le studio australien The Voxel Agents, sorti en septembre 2018 sur Microsoft Windows, macOS, Linux, Nintendo Switch, PlayStation 4 et Xbox One.

## Développement
Le jeu est sorti sur Microsoft Windows, MacOS, Linux, Nintendo Switch et PlayStation 4 le 20 septembre 2018, sur Xbox One le 29 novembre 2018, et sur les appareils iOS le 17 mai 2019.

## Histoire
Arina et Frendt sont voisins. Inséparables, ils passent le plus clair de leur temps sur une aire de jeu se trouvant juste derrière leurs deux maisons. Alors que la famille de Frendt est sur le point de déménager, les deux jeunes gens se retrouvent une dernière fois dans leur cabane perchée. Tout à coup, un éclair fige le déroulement du temps et celui-ci se met à défiler en sens inverse. Les personnages se retrouvent projetés dans un monde imaginaire, celui des souvenirs qu'ils ont eu ensemble.

## Système de jeu
Le joueur ne contrôle pas directement les personnages mais le flux temporel du jeu. Il existe trois commandes principales : aller vers l'avant, aller vers l'arrière et interagir avec un objet.

## Accueil
The Gardens Between a reçu des critiques "mitigées ou moyennes" pour PS4 et des critiques "généralement favorables" pour PC et Switch, selon l'agrégateur de critiques Metacritic.
The Gardens Between a remporté le prix du «Jeu de l'année» aux Australian Game Development Awards 2018 et a été nommé pour le «Jeu développé par l'Australie de l'année» aux Australian Games Awards. Il a également été nommé pour "Gamer's Voice: Video Game" aux SXSW Gaming Awards, et a remporté le prix du "Puzzle Game" aux Webby Awards 2019, alors que son autre nomination était pour "Best Art Direction",. Il a également été nommé pour la "meilleure réalisation audio/visuelle" aux Pocket Gamer Mobile Games Awards, et a remporté le prix Apple Design Award pour 2019.